# Ren Jingfeng
Ren Jingfeng (任景豐) ou Ren Qingtai (任慶泰) (1851-1930) est considéré comme le premier réalisateur chinois avec son film La Montagne Dingjun sorti en 1905.